# Cody (Wyoming)
Cody – miasto (city), ośrodek administracyjny hrabstwa Park, w północno-zachodniej części stanu Wyoming, w Stanach Zjednoczonych, położone nad rzeką Shoshone, na wschód od gór Absaroka. W 2012 roku miasto liczyło 9689 mieszkańców.
Miasto założone zostało w 1901 roku z inicjatywy Williama F. Cody’ego, znanego jako „Buffalo Bill”.
Cody jest popularnym ośrodkiem turystycznym. W mieście znajduje się siedziba zarządu lasu narodowego Shoshone, ok. 90 km na zachód znajduje się Park Narodowy Yellowstone. W pobliżu miasta znajduje się port lotniczy Yellowstone.